# RK Delminium Tomislavgrad
Rukometni klub Delminium je bosanskohercegovački rukometni klub iz Tomislavgrada. Član Rukometnog saveza Herceg Bosne.
Boja dresova je crvena i plava. Predsjednik je Petar Skočibušić. Sjedište je u ul. Mijata Tomića, Tomislavgrad.Postoje četiri muške selekcije i dvije ženske selekcije.

## Vanjske poveznice
- Službene stranice
- Rukometni savez Herceg-Bosne[neaktivna poveznica]